# Rochester Institute of Technology
El Rochester Institute of Technology (RIT) és una universitat privada de recerca a la ciutat d'Henrietta a l'àrea metropolitana de Rochester, Nova York. Va ser fundada l'any 1829.
El RIT matricula uns 19.000 estudiants, dels quals 16.000 són de grau i 3.000 són estudiants de grau. Aquests estudiants provenen dels 50 estats dels Estats Units i de més de 100 països. La universitat compta amb més de 4.000 professors i personal. També té sucursals a l'estranger a la Xina, Croàcia, Kosovo i els Emirats Àrabs Units.
La universitat està classificada entre "R2: Universitats Doctorals – Alta activitat investigadora". Onze exalumnes, afiliats i professors de RIT han estat destinataris del Premi Pulitzer, guanyant un total de 15 premis.